# Maja Bang
Pour les articles homonymes, voir Bang.
Maja Bang, née le 24 avril 1879 à Tromsø et morte le 3 janvier 1940 à New York, est une violoniste et pédagogue norvégienne naturalisée américaine.

## Biographie
Elle sort du Conservatoire de Leipzig en 1897, puis est l'élève de Leopold Auer à Saint-Pétersbourg. Elle se fixe aux États-Unis en 1919 et devient l'assistante d'Auer à New-York. Elle est l'auteur de plusieurs méthodes de violon. À l'époque de sa mort, elle écrivait une biographie de Paganini. Sa collection de documents sur Paganini a été donnée à la Library of Congress. 